# Tromatobia tricolor
Tromatobia tricolor är en stekelart som först beskrevs av Brulle 1846.  Tromatobia tricolor ingår i släktet Tromatobia och familjen brokparasitsteklar. Inga underarter finns listade i Catalogue of Life.